# 風の生まれる場所から
「風の生まれる場所から」（かぜのうまれるばしょから）は 1993年6月18日にポニーキャニオン/SEE・SAWから発売された川村かおり11枚目のシングル。

## 内容
- ポニーキャニオン在籍ラストのシングル。
- 2枚目のベスト・アルバム『川村かおり ベスト・コレクション』に収録。
- 本作からセルフプロデュース。

## 収録曲
作詞：川村かおり　作曲：堀内護　編曲：井上鑑
1. 風の生まれる場所から
2. 9時間先の国
3. 風の生まれる場所から （Instrumental）